# Geltow
Geltow ist ein Ortsteil der Gemeinde Schwielowsee im Landkreis Potsdam-Mittelmark mit 4191 Einwohnern und einer Fläche von 930 Hektar.

## Geschichte

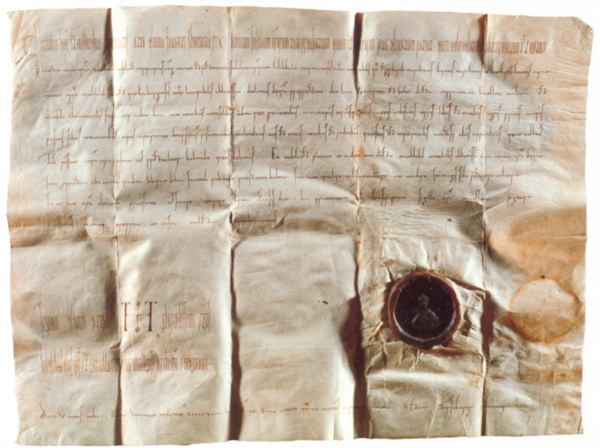
Schenkungsurkunde von 993

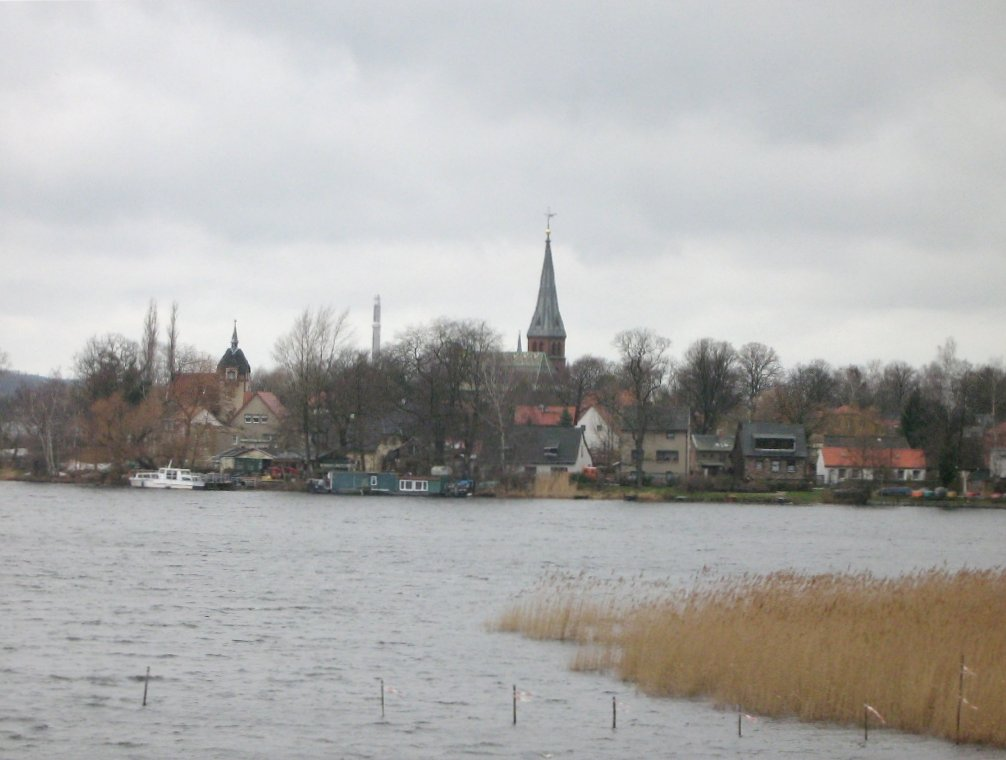
Blick über die Havel auf Geltow

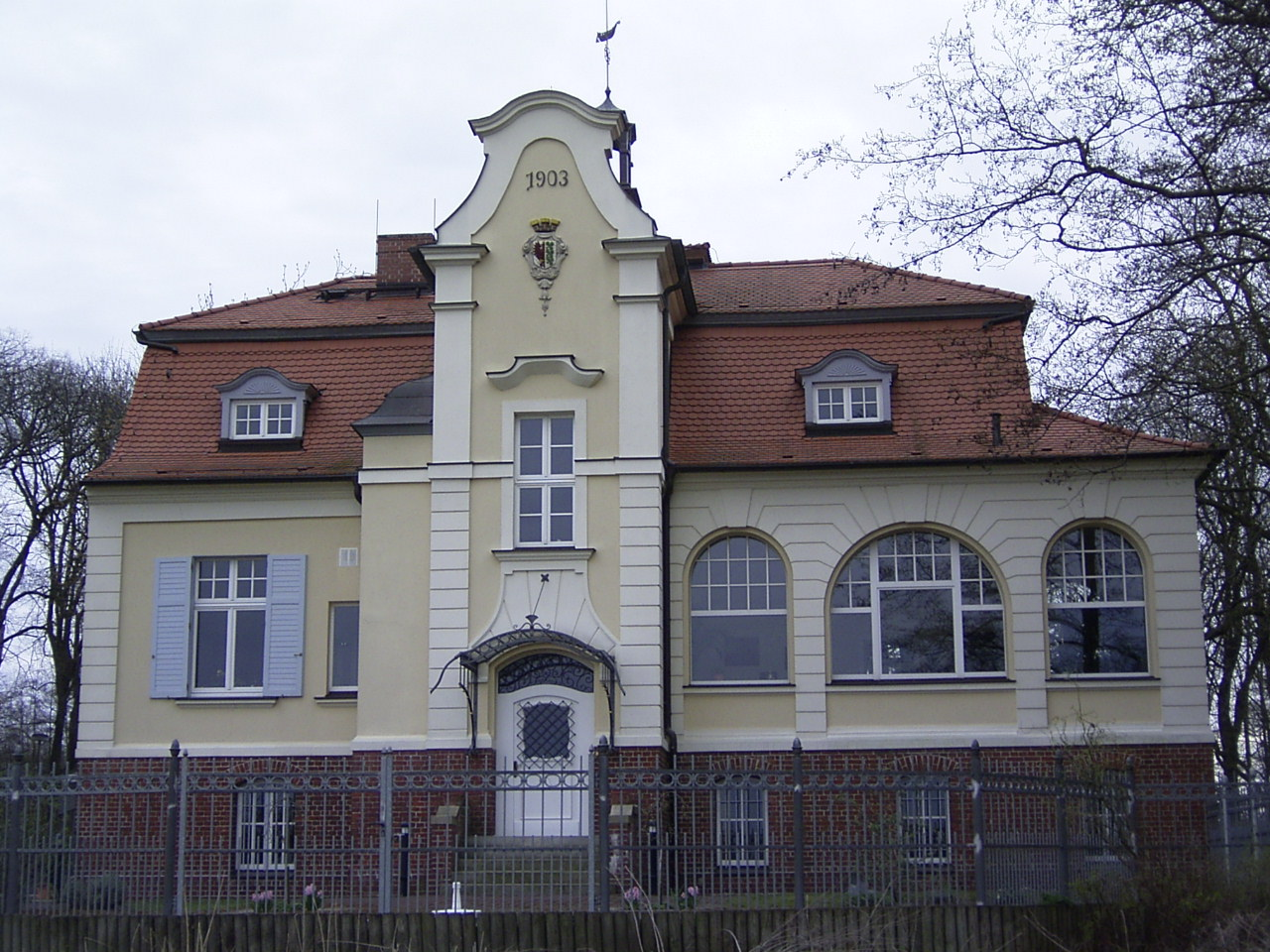
Das ehemalige Fährhaus, die Villa Maurus

### Mittelalter
Geltow fand erstmalige Erwähnung (gemeinsam mit Potsdam) als Geliti in einer in Merseburg ausgestellten Schenkungsurkunde vom 3. Juli 993. König Otto III. überließ seiner Tante Mathilde, der Äbtissin des Stiftes Quedlinburg, zwei Plätze, Potztupimi und Geliti genannt, gelegen in der Hevellon geheißenen Provinz und auf der Insel Chotiemnizles gelegen (lat. […] duo loca poztupimi et Geliti dicta in provincia Hevellon Vocata et in insula Chotiemnizles sita […]). Vor Ort gefundene Steinbeile und Gefäßscherben aus dem 4. Jahrtausend v. Chr. lassen eine Besiedlung des Ortes schon seit der Steinzeit vermuten. Weitere Fundstücke aus Bronze geben Hinweis auf im 18. Jahrhundert v. Chr. vorhandene erste Handelsbeziehungen. Um die Havel überqueren zu können, wurde aus Pferdeschädeln eine Furt im Wasser gepflastert. Der Pferdeschädel im Gemeindewappen findet darin seine Erklärung. Der Fund zahlreicher römischer Münzen aus der Zeit Gordianus III. Pius lässt die Bedeutung des Havelübergangs als überregionaler Handelsweg erkennen. Nach den Semnonen, deren Stammesangehörige zum größten Teil vor den Hunnen nach Südwestdeutschland flohen, besiedelten im 6./7. Jahrhundert Slawen das Gebiet. Die aus dem Bund der Liutizen stammenden Neusiedler wurden von späteren deutschen Eroberern „Heveller“ genannt. Der Ortsname findet ebenfalls in dieser Zeit seinen Ursprung und ist aus dem Wort Jelity oder Jelito hervorgegangen, was so viel wie Dickdarm, Blutwurst oder auch Dummkopf bedeuten kann. Andere Quellen übersetzen Jelity mit lehmartig. Nach unterschiedlichen Schreibweisen im Laufe der Jahrhunderte ist ab etwa 1684 der Name Geltow bekannt.
Eine zweite schriftliche Erwähnung findet Geltow in einer Urkunde von 1242, in der die Markgrafen Johann und Otto die Übereignung von vier Hufen Land durch Ritter Baldewin (oder Balduin) Trest, Besitzer von Jelt, an das Kloster Lehnin bestätigen.

### Neuzeit
Nach verschiedenen Besitzerwechseln, deren Eigentümer unter anderem Adelsfamilien wie von der Gröben (genannt 1375) und von Hake (von 1441 bis 1663) waren, kaufte der „Große Kurfürst“ Friedrich Wilhelm den Ort einschließlich umliegender Ländereien von den Hakes und gliederte den Gutsbesitz in das Amt Potsdam ein. 1747 übertrug Friedrich der Große das Gutsvorwerk dem Potsdamer Militärwaisenhaus in Erbpacht, mit der Order, „die Kinder im Potsdamer Waisenhaus mit Nahrungsgütern zu versorgen.“ Da das Direktorium des Waisenhauses in Bornstedt lag, kam das Vorwerk Geltow 1747 zum Amt Bornstedt, wo es bis 1826 blieb. Neben dem alten Geltow entstand ebenfalls in der Regierungszeit und auf Kosten Friedrichs des Großen zwischen 1776 und 1778 eine Kolonistensiedlung für 16 preußische Kriegsinvaliden am Ortsausgang Richtung Potsdam. Für die Neusiedler und die meisten im Jahr 1772 gezählten 166 Dorfbewohner, entwickelte sich in dieser Zeit der Obst- und Gemüseanbau zur Existenzgrundlage. In seinen Wanderungen durch die Mark Brandenburg beschreibt Theodor Fontane später den Unterschied zwischen Alt und Neu Geltow: „Der dörfliche Charakter hatte aufgehört, Sommerhäuser waren an seine Stelle getreten; klein, einstöckig, aber von großer Sauberkeit und überall da, wo ein Vorgarten war oder wo sich Caprifolium- und Rosenbüsche um Tür und Fenster zogen, voll Anmut und malerischen Reiz.“ Erst 1912 wurden die beiden Ortsteile Alt Geltow und Neu Geltow zusammengelegt.
Von 1872 bis 1939 gehörte die Gemeinde zum Landkreis Osthavelland, anschließend bis 1952 zum Kreis Potsdam-Land und seit 1994 im Rahmen der Kreisreform zum 1993 entstandenen Landkreis Potsdam-Mittelmark. Am westlichen Hang des Schäfereiberges besaß Geltow eine Sprungschanze. Sie wurde 1958 durch die Mitglieder der SG Geltow erbaut. Der Anlaufturm war ganz aus Holz und hatte eine Höhe von elf Metern. Der Höhenunterschied vom Turm zum Auslauf betrug 45 Meter. Der Schanzenrekord lag bei ca. 29 Metern. Jedoch verfiel die Anlage auf Grund von Geld- und insbesondere Schneemangels.
Am 31. Dezember 2002 schlossen sich Geltow, Caputh und Ferch zur neuen Gemeinde Schwielowsee zusammen.

### Geltow als Militärstandort
1936 wurden in Geltow die Luftkriegsschule III, die 1944 nach Oschatz verlegt wurde, und die Kommandozentrale der Luftwaffe erbaut. Dazu gehörte ein heute nicht mehr existierender Flugplatz in Werder (Havel). Während des Zweiten Weltkriegs wurde aus Sicherheitsgründen hierher das Fernmeldeamt des Reichsluftfahrtministeriums ausgelagert, in dem auch Harro Schulze-Boysen beschäftigt war. Die Flakscheinwerfergruppe Berlin hatte in Geltow eine Ausbildungsbatterie für Luftwaffenhelfer. Das zugehörige Barackenlager lag am See.
Das Kommando Landstreitkräfte der Nationalen Volksarmee der Deutschen Demokratischen Republik wurde am 1. Dezember 1972 in Geltow eingerichtet. Mit Außerdienststellung der NVA wurde das Kommando 1990 aufgelöst. Rechtsnachfolger wurde das Bundeswehrkommando Ost. Seit 2001 ist in Geltow das Einsatzführungskommando der Bundeswehr in der Henning-von-Tresckow-Kaserne stationiert.

## Verkehrsanbindung
Geltow liegt an der Bundesstraße 1, die hier von Potsdam nach Brandenburg (Havel) führt. Mit Potsdam und Werder (Havel) ist Geltow durch die Buslinie 631 der regiobus Potsdam Mittelmark GmbH verbunden. Des Weiteren führt die Linie 580 von Bad Belzig nach Potsdam ebenfalls durch Geltow. Die Fähre Caputh verbindet Geltow mit dem benachbarten Ortsteil Caputh. An Geltow vorbei fließt die Potsdamer Havel, eine Bundeswasserstraße. Fahrgastschifffahrtsunternehmen bieten von der Anlegestelle unmittelbar an der Baumgartenbrücke in der Saison Ausflugslinien auf den Havelseen der Umgebung sowie regelmäßige Schiffsverbindungen nach und von Potsdam an.
Der Haltepunkt Caputh-Geltow an der Bahnstrecke Jüterbog–Nauen ist der Bahnanschluss des Ortes, auch wenn es von dort bis zur nächsten bewohnten Straße rund 15 Minuten Fußweg sind. Er liegt an der Fähre nach Caputh und wird von der Linie RB 33 von Potsdam Hbf nach Jüterbog bedient.

## Bauwerke

### Die Dorfkirche

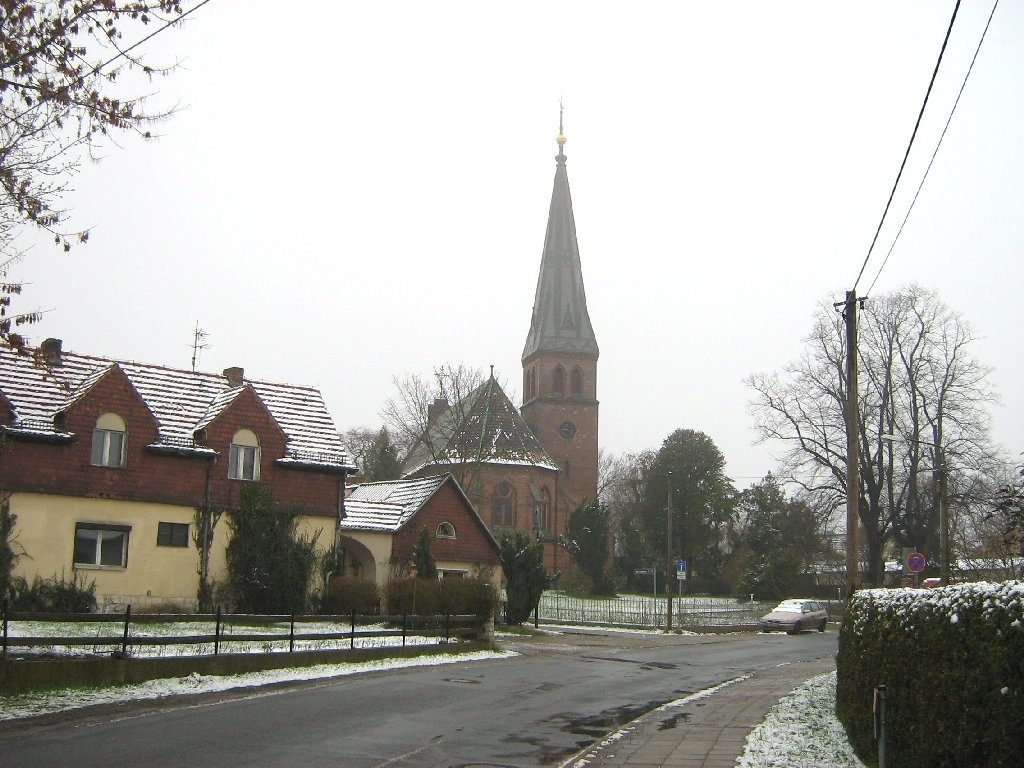
Die Kirche in Geltow

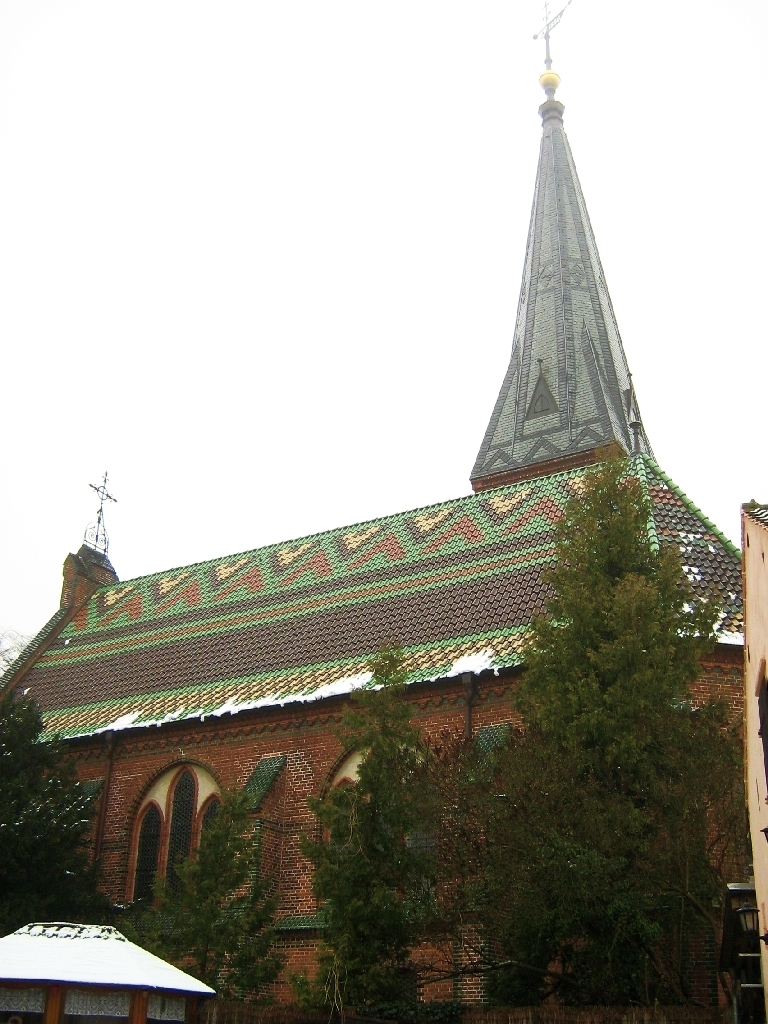
Das Kirchendach

Im Laufe der Jahre sind in Alt Geltow drei Kirchen errichtet worden. Die Erbauung der ersten Feldsteinkirche ist unbekannt. Das zweite Gotteshaus aus Fachwerk entstand 1727 in der Regierungszeit des Soldatenkönigs Friedrich Wilhelm I., der die Kosten und das Patronat übernahm. In einer Chronik von 1755 schrieb der damalige Pfarrer: „[…] den Abriß der sehr alten, auf Feldsteinen erbauten Kirche im Jahre 1727; und eine größere nebst einem Turm von Holz wurde erbaut. Der Turm aber, der dem Wetter sehr ausgesetzt steht, ist bald angefault und 1750, den 24. Juni, vom Gewitter gesplittert, ohne entzündet zu werden, so dass derselbe 1751 hat abgebrochen werden müssen. 1755 wurde ein neuer massiver Turm erbaut und hat 800 und etliche Reichsthaler gekostet.“ (Chronik von 1755) Das Innere beschreibt Theodor Fontane: „[…] wir treten ein und halten Umschau in dem schlichten Raume: weiße Wände, eine mit Holz verschlagene Decke und hart an der Giebelwand eine ängstlich hohe Kanzel, zu der eine steile, gradlinige Seitenstiege führt.“ (Fontane: Wanderungen) 1885 war diese Kirche baufällig und wurde abgerissen. Bereits im Oktober desselben Jahres begannen die Arbeiten für ein neues Kirchengebäude im neugotischen Stil nach Plänen von Emil Gette. Am 22. Dezember 1887 fand die feierliche Einweihung statt. Einfluss auf das Aussehen nahm Kronprinz Friedrich Wilhelm, der spätere „99-Tage-Kaiser“ Friedrich III. und dessen Gemahlin Victoria. Am 6. Juni 1888, neun Tage vor seinem Tod, besuchte er mit seiner Familie zum letzten Mal das Geltower Gotteshaus. Theodor Fontane behandelte dieses Ereignis in seinem Gedicht „Kaiser Friedrich III. letzte Fahrt“, ebenso bezeugen die Unterschriften der Hohenzollern in der alten Kirchenbibel die Anwesenheit der Kaiserfamilie. Auf Wunsch des damaligen Kronprinzen weist das Gebäude Ähnlichkeiten mit der Kirche in Terlan, Südtirol, auf. Der schlanke Turm mit seinem spitzen Helm, ein Seitenschiff und die Sakristei sind am Hauptschiff seitlich angefügt. Die roten Backsteinmauern haben eine Gliederung durch Bänder aus grün glasierten Ziegeln und das Kirchendach ein farbiges Muster aus roten, grünen, gelben und braunen Dachpfannen.

### Baumgartenbrücke
Die Baumgartenbrücke ist eine Straßenbrücke, die die Bundesstraße 1 zwischen Geltow und Petzow über die Potsdamer Havel führt.

## Sehenswürdigkeiten

### Aktives Museum

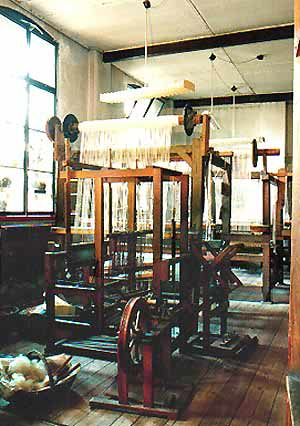
Der Websaal, die ältesten Webstühle der Handweberei Geltow sind 300 Jahre alt und noch heute im Einsatz

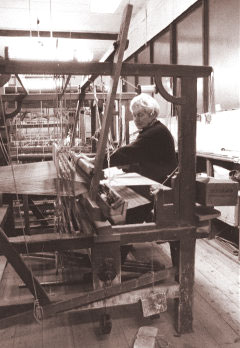
Henni Jaensch-Zeymer im Websaal des aktiven Museums der Handweberei Geltow

Im Ort befindet sich das Aktive Museum „Henni Jaensch-Zeymer“. Die Kunsthandweberin war 1932 nach der Tätigkeit in der Künstlersiedlung Gildenhall und in Rangsdorf auf der Suche nach einer neuen Wirkungsstätte, um die wachsende Zahl von Aufträgen bewältigen zu können. Die künstlerische Ausbildung in Zeichenschulen und das Kennenlernen des Handwebens in der Rhön waren die Grundlage ihrer weiteren Tätigkeit. Von der Lehre der Kunsthandweberin Else Mögelin (Bauhaus-Schülerin) und der Gemeinschaft der Künstler in Gildenhall von den Bauhausideen beeinflusst, entwickelt sie ihren eigenen Stil. Der Leitsatz „Die Kunst des Weglassens“ wurde zu ihrer künstlerischen Triebkraft.
Den passenden Ort für eine eigene Werkstatt fand Zeymer im leer stehenden Gasthof von Alt-Geltow. 1939 richtete sie hier ihren Webhof ein und beschafft sich Handwebstühle aus verschiedenen Regionen Deutschlands und aus Schlesien. Der alte Tanzsaal des Gasthofs wird zur Werkstatt. Die Bühne wird zu Wohnung und Atelier umgebaut. Heute ist der vormalige Schankraum der Ausstellungsraum des Museums. Seit nunmehr 70 Jahren wird das Kunsthandwerk immer noch in der hiesigen Leinenweberei weitergeführt. In diesem „aktiven“ (also produzierendem) Museum kann man besichtigen, wie aus dem gesponnenen Leinengarn und Naturfasern wie Baumwolle, Seide und Wolle auf den historischen Webstühlen das Gewebe in traditioneller Handarbeit gefertigt wird. Der älteste Handwebstuhl im Besitz des Webmuseums ist über 300 Jahre alt und kann noch eingesetzt werden. Im Websaal ist zudem Interessantes zur Geschichte des Webens und vom Leinen zu erfahren. Von Dienstag bis Sonntag kann man bei der Produktion im „musealen“ Meisterbetrieb zusehen. An den Wochenenden und zu Veranstaltungen wird die frühere Nutzung der bis zu 250 Jahre alten Gebäude als Gasthof wieder ins Leben gerufen. Lehrgänge im Handweben werden durchgeführt, traditionell finden Ende Mai jeden Jahres „Modenschauen in Leinen“ statt, im Winter finden im Museumssaal Konzerte statt.

### Geschichtsdenkmale
- Heinrich-Luther-Gedenkstein von 1968 an der Straße von Potsdam nach Werder Hauffstraße/Ecke Caputher Chaussee zur Erinnerung an den Begründer der KPD-Ortsgruppe, der 1942 im KZ Sachsenhausen ermordet wurde.

## Bildungseinrichtungen
Geltow hat eine Grundschule. Die 1985 als Polytechnische Oberschule gegründete Schule wurde nach der Wende zu einer Grund- und einer Realschule. Nachdem sich die Realschule 1991 aufgelöst hatte, nutze die Grundschule das Gebäude alleine. Im Jahr 2007 erhielt die Schule den Namen Meusebach-Grundschule. Namensgeber war Karl Hartwig Gregor Freiherr von Meusebach.

## Wildpark-West
Zu Geltow gehört die Waldsiedlung Wildpark-West. Diese liegt im Wald und von ihm umgeben am Havelufer gegenüber der Inselstadt Werder/Havel. Wildpark-West trug bis zum Jahr 1928 die Bezeichnung Gallin.

## Einsatzführungskommando der Bundeswehr
Im Ortsteil Wildpark-West ist der Sitz des Einsatzführungskommandos der Bundeswehr. Das Kommando ist in der dortigen Henning-von-Tresckow-Kaserne stationiert und koordiniert von dort die Auslandseinsätze der Bundeswehr.